# Henri Saint Cyr
Henri Saint Cyr (n. 15 martie 1902, Stockholm, Suedia-Norvegia – d. 27 iulie 1979, Kristianstad, Kristianstads län⁠(d), Suedia) a fost un sportiv ce a reprezentat Suedia, medaliat olimpic. A participat la 5 ediții ale Jocurilor Olimpice (1936, 1948, 1952, 1956, 1960) în care a câștigat două medalii de aur.